# Xanthoparmelia austroconstrictans
Xanthoparmelia austroconstrictans är en lavart som beskrevs av Elix. Xanthoparmelia austroconstrictans ingår i släktet Xanthoparmelia och familjen Parmeliaceae.   Inga underarter finns listade i Catalogue of Life.